# GNU-Projekt

Das GNU-Logo

Das GNU-Projekt entwickelt das Betriebssystem GNU (Aussprache: [ɡnuː]), 
das von Richard Stallman mit dem Ziel gegründet wurde, ein freies, unixähnliches Betriebssystem zu schaffen, das sicherstellt, dass die Endbenutzer die Freiheiten haben, es verwenden, untersuchen, verbreiten (kopieren) und verändern zu dürfen. Software, deren Lizenz diese Freiheiten garantiert, wird Freie Software (engl. Free Software) genannt, GNU ist in diesem Sinne frei.
Bekanntheit erlangte das Projekt vor allem auch durch die von ihm eingeführte GNU General Public License (GPL), unter der viele weitere Softwareprojekte veröffentlicht werden, sowie zahlreiche GNU-Programme wie die GNU Compiler Collection, der GNU Debugger sowie Werkzeuge der GNU Core Utilities, der Editor Emacs und andere.
Da der Kernel des GNU-Projektes, GNU Hurd, noch nicht für den praktischen Einsatz geeignet ist, wird GNU heute in der Regel mit dem Linux-Kernel genutzt. Diese Kombination ist das Betriebssystem GNU/Linux, das oft verkürzt Linux genannt wird.

## Geschichte

### Entstehung

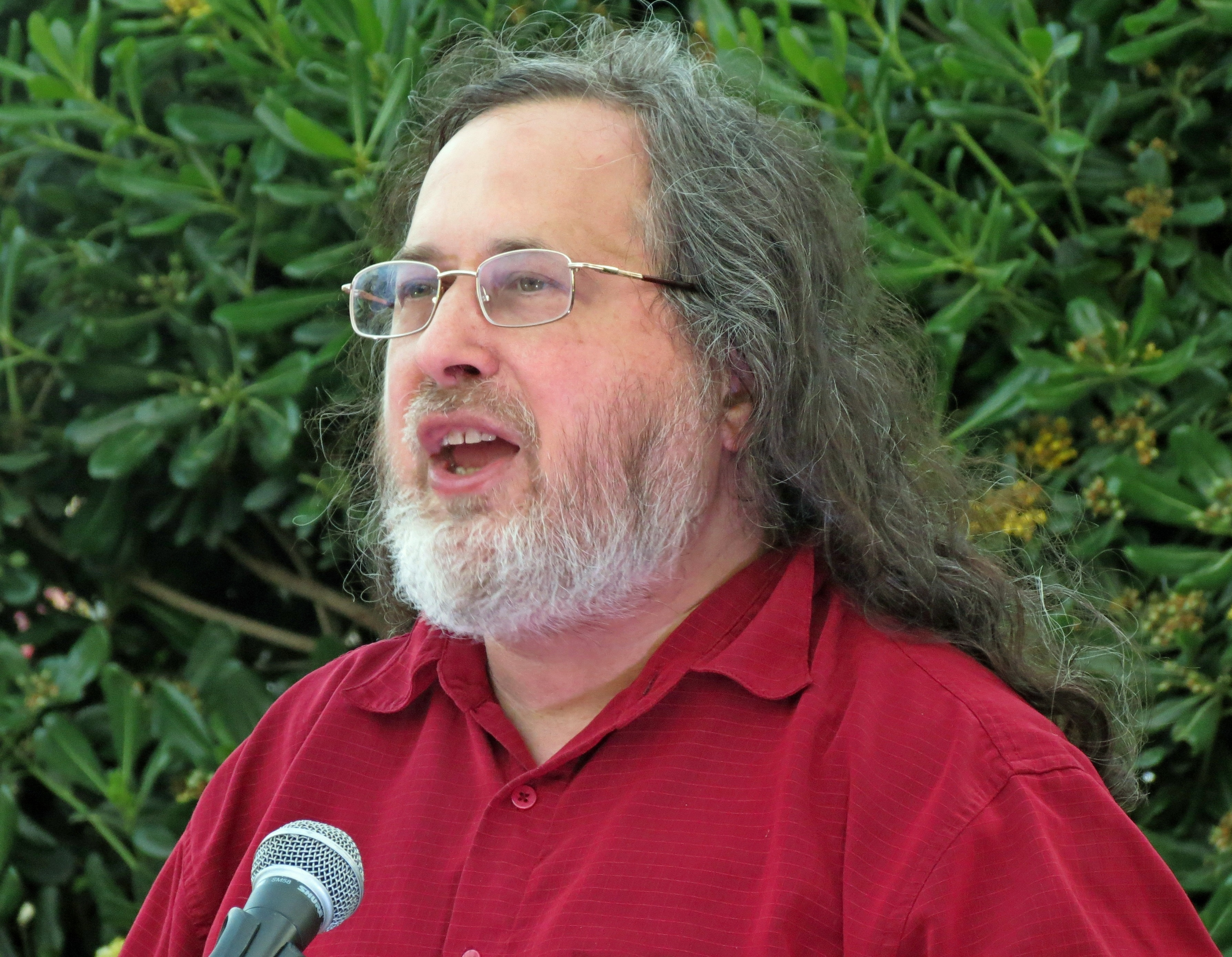
Richard Stallman (2015)

Die Entstehung des GNU-Projekts geht auf Richard Stallman zurück, der von 1971 bis 1984 am Massachusetts Institute of Technology (MIT) arbeitete. In der Anfangszeit seiner Arbeit erfuhr er den Umgang mit Software als einen regen und offenen Austausch zwischen Entwicklern und Nutzern. Damals war es üblich, Programme, auch in Form des Quelltextes, zu tauschen und bei Bedarf anzupassen.
Die Situation änderte sich Ende der 1970er und Anfang der 1980er Jahre, als Unternehmen damit begannen, Software unter stark beschränkenden Lizenzen zu veröffentlichen und den Quelltext geheim zu halten. Stallman stand daraufhin am Scheideweg, sich entweder dem Modell der proprietären Software anzupassen oder aber einen anderen Weg zu gehen. Er entschied sich dafür, ein Modell freier Software zu entwickeln, das die Offenheit der Software und die Möglichkeit des Tauschens gewährleisten sollte. Der erste Schritt auf diesem Weg sollte ein freies Betriebssystem in der Art von Unix sein. Da es in der Zeit am MIT üblich war, für Programme, die anderen Programmen ähneln, rekursive Akronyme zu nutzen, wählte Stallman den Namen GNU für „GNU’s not Unix“.
Die Entscheidung, GNU unixkompatibel zu machen, war mehrfach begründet. Zum einen war Stallman sicher, dass die meisten Unternehmen ein grundlegend neues Betriebssystem ablehnen würden, wenn die Programme, die sie benutzten, darauf nicht laufen würden. Andererseits ermöglichte die Unixarchitektur eine schnelle, einfache und verteilte Entwicklung, da Unix aus vielen kleinen Programmen besteht, die größtenteils unabhängig voneinander entwickelt werden können. Auch waren viele Bestandteile eines Unixsystems frei für jeden erhältlich und konnten so direkt in GNU integriert werden, beispielsweise das Textsatzsystem TeX oder das Fenstersystem X Window. Die fehlenden Teile wurden von Grund auf neu geschrieben.
Das GNU-Projekt wurde am 27. September 1983 in den Newsgroups net.unix-wizards und net.usoft angekündigt. Die Arbeit daran begann am 5. Januar 1984, nachdem Stallman seine Stelle am MIT gekündigt hatte, um sich ganz dem GNU-Projekt widmen zu können und gleichzeitig zu verhindern, dass das MIT aufgrund des Arbeitsverhältnisses Rechte an dem von ihm geschriebenen Code besitzt. Stallman erklärte wenig später im „GNU Manifest“ und in anderen Essays seine Motive. So sah er einen Hauptzweck des Projekts darin, „den Geist der Kooperation, der in den frühen Jahren der Computergemeinschaft vorgeherrscht hatte, wiederzubeleben“. Damit stellte das GNU-Projekt – obwohl größtenteils technischer Natur – auch eine soziale und politische Initiative dar. Es hat seit seiner Gründung nicht nur Software hervorgebracht, sondern auch eigene Lizenzmodelle und eine große Zahl theoretischer Schriften, die meist von Stallman verfasst wurden.
Das GNU-Projekt steht im engen Zusammenhang mit der Entwicklung von Linux bzw. GNU/Linux.

### Lizenz
Die vom GNU-Projekt veröffentlichte Software wurde damals unter jeweils eigenen Lizenzen gestellt, welche die entsprechenden Freiheiten gewährten. Für das Prinzip einer Lizenz, welche die Pflicht zur Offenheit explizit einbaut, nutzte Stallman den Begriff Copyleft, den Don Hopkins Mitte der 1980er ihm gegenüber in einem Brief erwähnte. Später entschloss sich Stallman, eine einheitliche Lizenz zu schaffen, unter der alle Software veröffentlicht werden konnte. Er entwarf daher mit Hilfe von Jerry Cohen die GNU General Public License, welche im Kern vier Freiheiten umfasst: das Programm für jeden Zweck zu nutzen, Kopien weiterzuverteilen, die Arbeitsweise des Programms zu studieren und zu untersuchen sowie das Programm eigenen Bedürfnissen anzupassen und die angepassten Programme ebenfalls zu verteilen.

### Free Software Foundation
Um dem GNU-Projekt einen logistischen, juristischen und finanziellen Rahmen zu geben, gründete Stallman 1985 die gemeinnützige Free Software Foundation (FSF). Die FSF beschäftigt auch Programmierer, um an GNU zu arbeiten, obwohl der wesentliche Teil der Arbeit von Freiwilligen verrichtet wird. Mit GNUs zunehmendem Bekanntheitsgrad begannen Unternehmen, daran mitzuarbeiten. Sie entwickelten Programme, die sie unter der GPL veröffentlichten, begannen, CDs mit Software zu verkaufen und Dienstleistungen rund um das System anzubieten. Eines der bekanntesten Unternehmen der früheren Zeit des Projekts war Cygnus Solutions. Viele dieser Unternehmen unterstützen die Free Software Foundation mit Geld oder anderen Spenden. Dazu gehören unter anderem IBM, Google Inc. und HP.

## Richtlinien für freie Systemdistributionen (FSDG)
Die Richtlinien für freie Systemdistributionen (GNU FSDG) sollen als Orientierungshilfe für Distributionssysteme dienen, was es bedeutet, sich als Freie Software zu qualifizieren. So soll die Distribution vollständig sein und alle Informationen als Quellcode und unter freier Lizenz bereitgestellt werden. Weiter soll die Distribution keine unfreie Firmware enthalten und die Dokumentation unter freier Lizenz stehen. Eine freie GNU/Linuxdistribution ist z. B. Trisquel und eine freie GNU-fremde Systemdistribution ist Replicant.

## Logo
Das Logo des GNU-Projekts ist eine Zeichnung eines Gnus, einer afrikanischen Antilope. Es wurde ursprünglich von Etienne Suvasa entworfen und seitdem in verschiedenen abgewandelten Formen wiedergegeben.